# Музей Гіллвуд
Музей Гіллвуд( англ. Hillwood Estate, Museum & Gardens) — художній музей та парк, розташований у столиці Сполучених Штатів місті Вашингтон.

## Садиба Гіллвуд, перетворена на музей
Ще 1955 року багата пані Марджорі Пост придбала у власність садибу Гіллвуд. Вона вже мала значну колекцію творів мистецтва Франції (переважно декоративно-ужиткове мистецтво) та коштовну колекцію живопису майстрів Російської імперії. Ще в роки перебування у Москві як дружина дипломата Сполучених Штатів вона відвідувала численні на той час комісіонні крамниці, куди поскидали меблі, друковану графіку і картини з пограбованих дворянських садиб російських аристократів і будинків міських багатіїв. Вона зналася на старовинній порцеляні і купувала її ще у антикварних крамницях Західної Європи. Тепер вона купувала антикваріат у московських комісіонних крамницях, як це було звично для неї.
Як родина дипломата, вони отримуваи також подарунки від більшовицького уряду. Не обтяжені культурою і розрахунками на майбутнє,  московські урядовці забирали твори мистецтва, наприклад, з Третьяковської галереї і дарували їх іноземним дипломатам, серед них і чоловіку пані Марджорі Пост. Так згодом вона стала володаркою надзичайно коштовної колекції творів російського мистецтва, низка котрих мала або музейне, або унікальне значення. 
Все це було перевезене у садибу Гіллвуд з метою перетворити її на окремий музей. Вона могла би передати колекції у спадок власним родичам, але вони вже були забезпечені і садиба була перетворена на публічний музей після смерті володарки. Був також створений каталог-інвентар її збірок ( над ним працював Марвін Росс).

## Фонди музею
- Російська порцеляна 18 століття
- Агітаційна порцеляна (початку радянської доби)
- Акварельні і графічні твори (россіка)
- Портрети російських імператорів і їх родин
- Пасхальні яйця роботи Карла Фаберже та ювелірні вироби його фірми
- російські ікони
- ювелірний посуд з пограбованих російських церков

## Шедевр збірки у відділку живопису

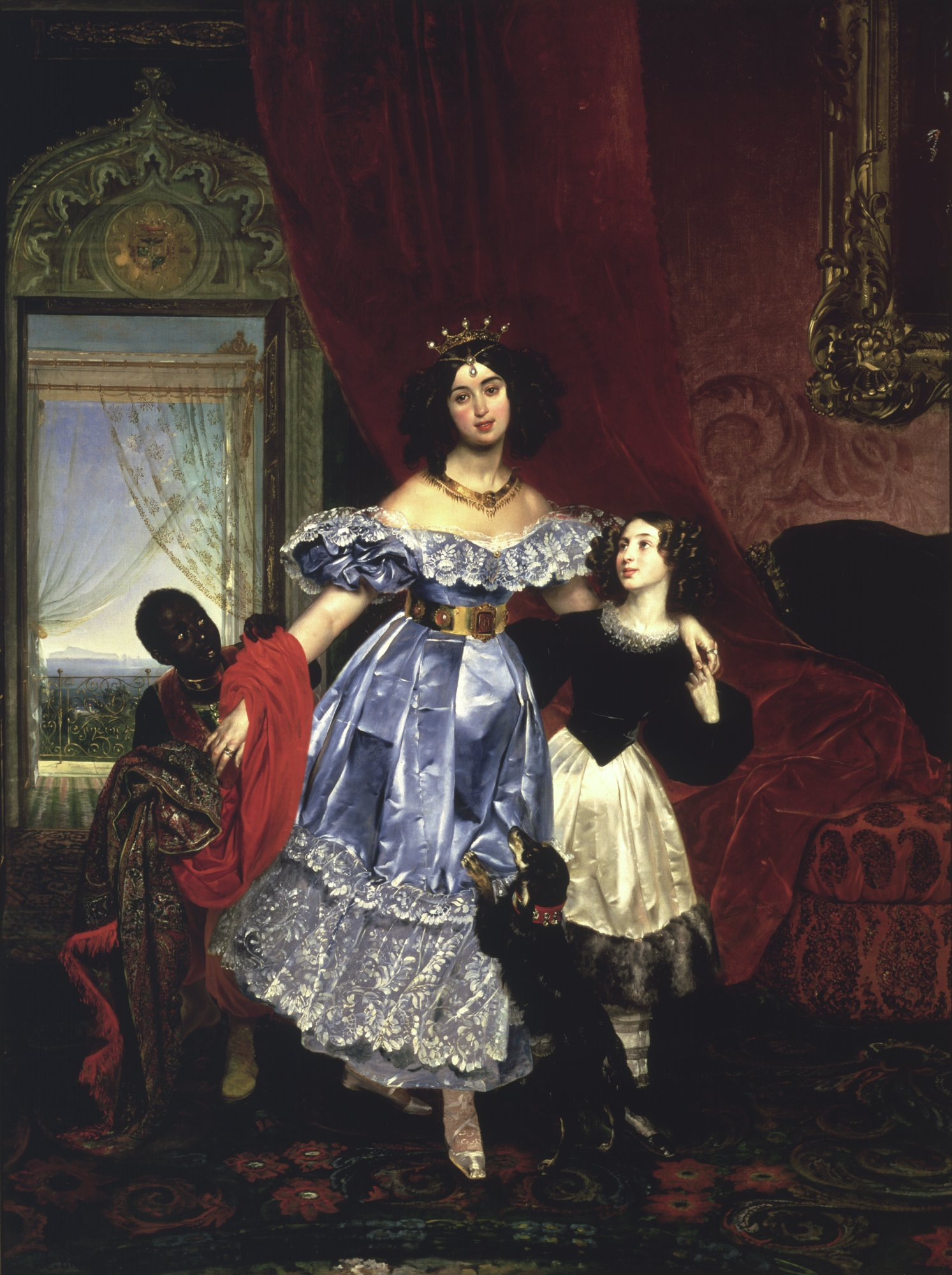
Портрет графині Юлії Самойлової з вихованкою Джованіною Пачіні та арапчатком, 1832-1834 рр., Музей Гіллвуд.

Безумовним шедевром у відділку живопису Російської імперії став « Портрет графині Юлії Самойлової з вихованкою Джованіною Пачіні та арапчатком ». 
Парадний портрет меценатки і прихильниці Карла Брюллова створювався у два заходи . Первісно Карл Брюллов почав працювати над цим портретом 1832 року у Римі. Про дату довідались з листа Тургенєва до князя Петра Андрійовича Вяземського , державного діяча, друга поета Олександра Пушкіна і самого непоганого поета.
Юлія Павлівна походила з родини Пален і Скавронських, а родинними зв'язками була пов'язана з царським домом Романових, з родами російських і італійських аристократів  . Її за примусом віддали заміж за молодого флігель-ад'ютанта і графа Миколу Олександровича Самойлова. Самойлов вже був закоханий у Олександру Римську-Корсакову, але його авторитарна мати настояла на шлюбі з багатою Юлією Пален . Шлюб виявився надто невдалим і згодом вони домовились роз'їхатись, позаяк офіційне розлучення було справою важкою і небажаною у колі російських аристократів. Дітей у шлюбі з графом Самойловим не було і це з одного боку розкувало поведінку молодої, темпераментної і багатої Юлії Павлівни, з другого боку заклало низку життєвих проблем (флірт і нові невдалі кохання, взяття вихованок-дівчат замість власних дітей, проблеми з дорослими вихованками). Чопорне коло петербурзьких аристократів щиру у почуттях і мінливу графіню Самойлову вважало ексцентричною і трохи зарозумілою. Її яскрава зовнішність (нагадувала чорняву італійку ) і не менш яскраві вчинки стануть на роки привідами для чужої прискипливої уваги і пліток. Самойлова мимоволі стала «героїнею» приватних листів і мемуарів.
Доля звела молоду аристократку і молодого художника у Італії . Чуттєва Самойлова закохалась у талановитого художника і її почуття отримало взаємність . Про шлюб з коханим, але нешляхетним Карлом Брюлловим,  на той час не могло бути й мови. Коханню це не заважало і молоді багато спілкувались, разом відвідали розкопані Помпеї тощо. Юлія Самойлова роками мешкала у Мілані, де увійшла у місцеве коло італійських аристократів . Вона жваво цікавилась мистецтвом, музикою і театром. Значні кошти вона не стільки за аристократичними настановами, а за щирим захопленням витрачала на художників, скульпторів, композиторів. Так, у її міланському палаці збирались італійські композитори Гаетано Доніцетті, Вінченцо Белліні, Джоаккіно Антоніо Россіні . Меценатську діяльність Юлії Самойлової у Мілані помітили і ініціювали  1845 року створення на її честь пам'ятної медалі (у вільному перекладі « Покровительці вільних мистецтв ») .
Вони познайомились 1827 року в римському салоні Зінаїди Волконської, меценатки , російської аристократки, що перейшла у католицтво. Брюллов, що прибув у Рим ще 1822 року,  довго не міг найти значущу тему для звітової катини перед Товариством заохочення художників та перед Імператорською академією. Чи не були пов'язані зволікання художника через втручання кохання в його італійське життя і приємне спілкування з Самойловою ? Портрет Юлії Самойлової з Джованіною та арапчатком сторювався у ті ж роки, що і картина «Останній день Помпеї». Відомо, що Помпеї вони відвідали разом.  Закоханий художник не тільки портретував Юлію, а й переніс її портретні риси щонайменше на двох паньонок в звітовій картині. 
В парадному портреті Юлії Самойлової він подав її у стрімкому русі, наче вона вбігла у палацову залу після прогулянки. Вона в повному розквіті жіночої краси і є практично ідеалом тогочасної аристократичної моди — модна зачіска, розкішні коштовності, рідкісної краси сукня з синього атласа, коштовна індійська шаль, котру вона невимушено скидає на руки арапчатки. Всі персонажі картини наче радіють зустрічі з нею, не оминаючи вихованки і кімнатної собачки, демонструють їй свою  прихильність.
Парадний портрет довго залишався у Західній Європі, міняючи власників. Його привозили у Російську імперію ще за років царату на виставку 1905 року, що відбулась і Таврійському палаці. Вдруге  вже за часів СРСР портрет привозили влітку 1966 року на виставку у Третьяковську галерею, але ніхто не зробив спробу придбати шедевр для радянських збірок. Згодом портрет став надбанням музею Гіллвуд і став перлиною відділку живопису.

## Споруда музею і парк, галерея фото

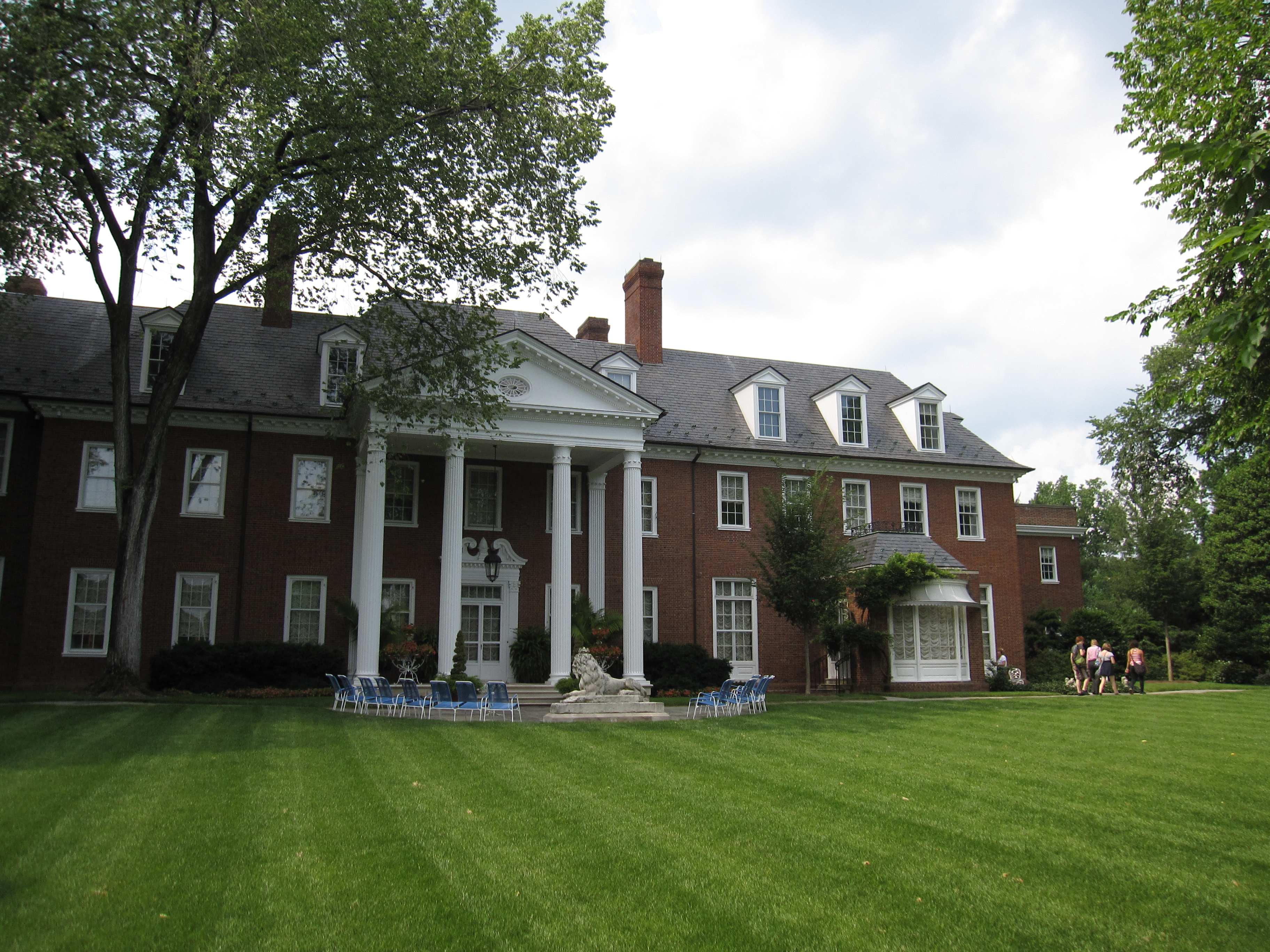
Садибний будинок Гіллвуд
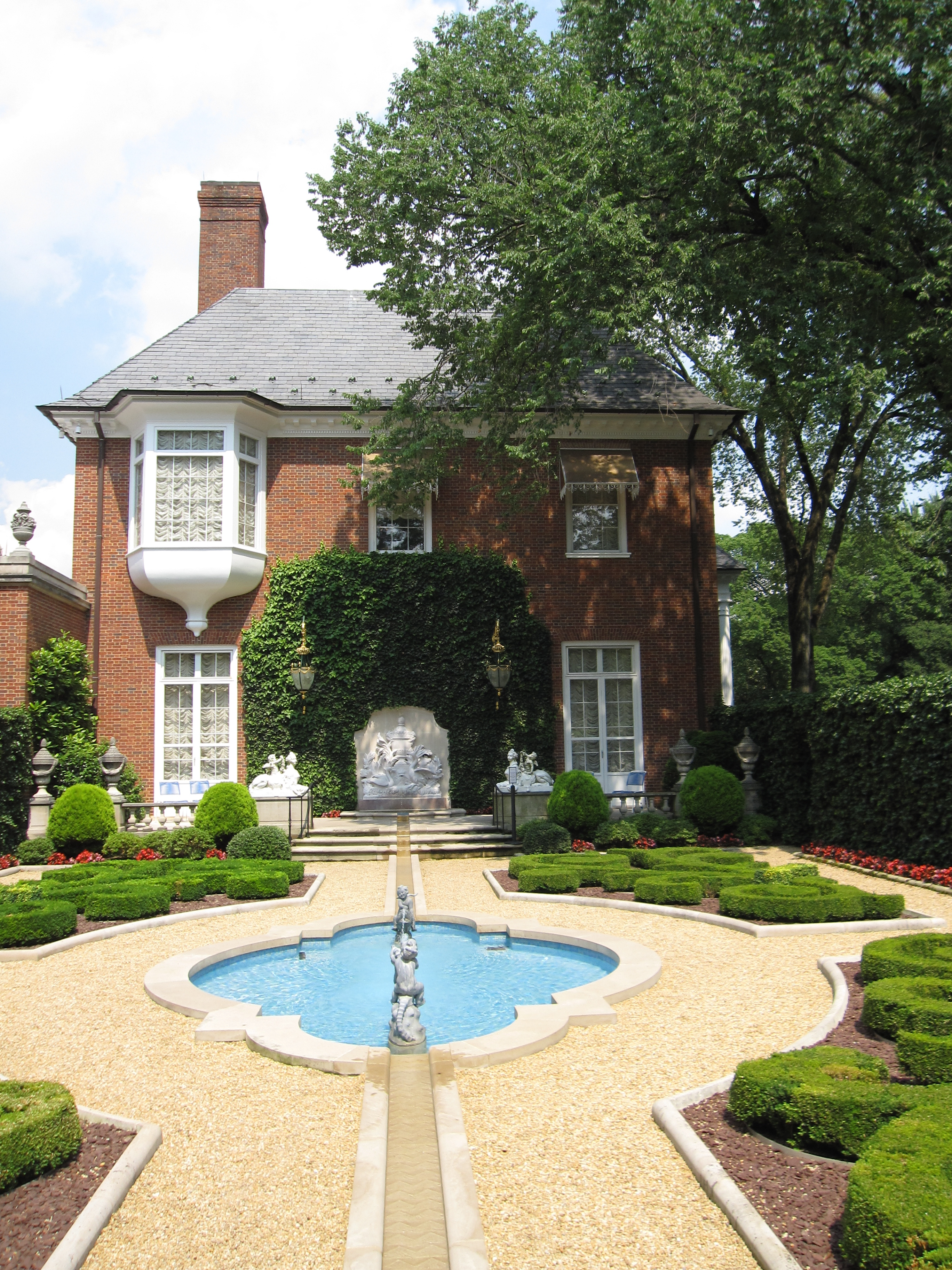
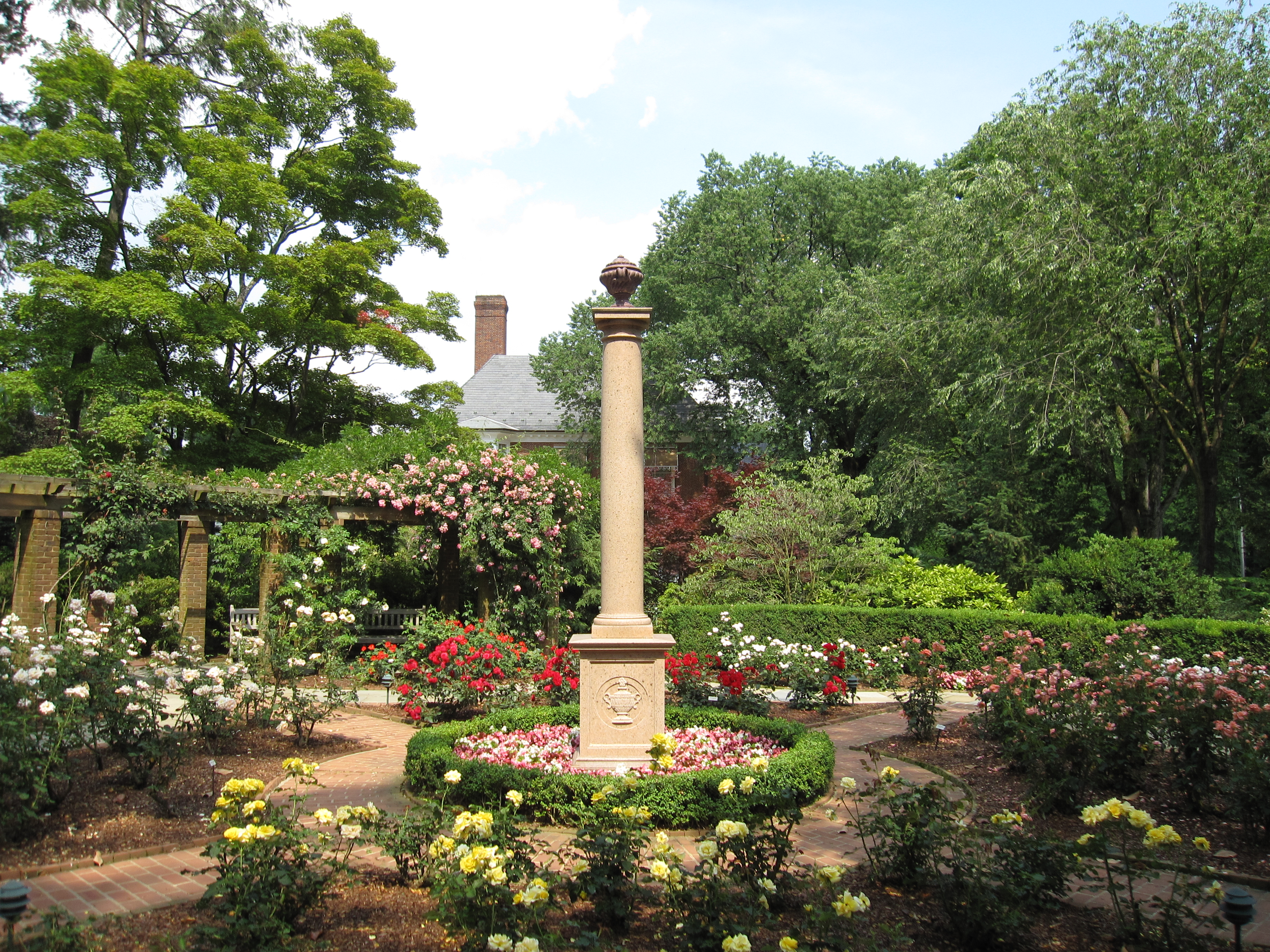
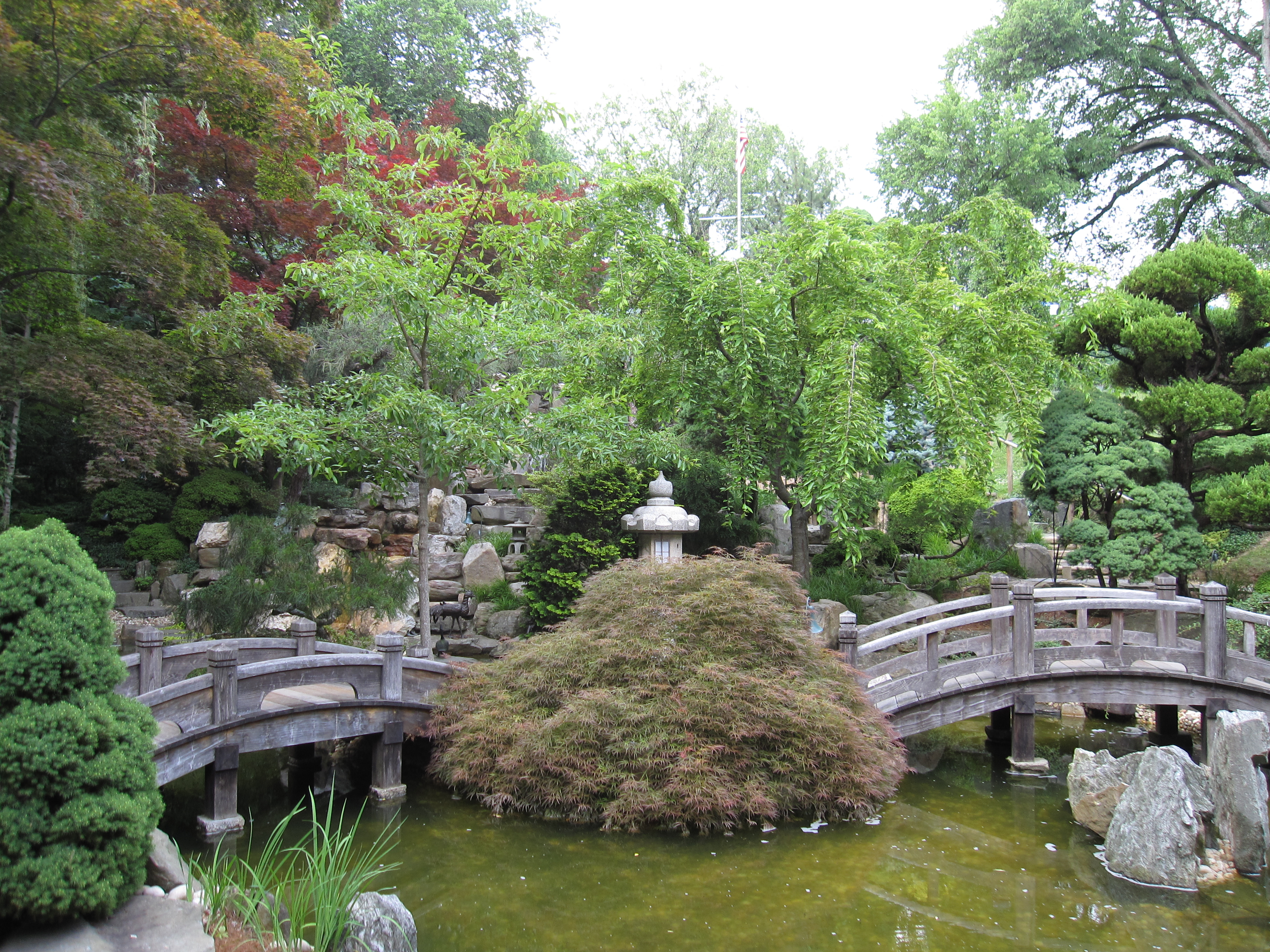
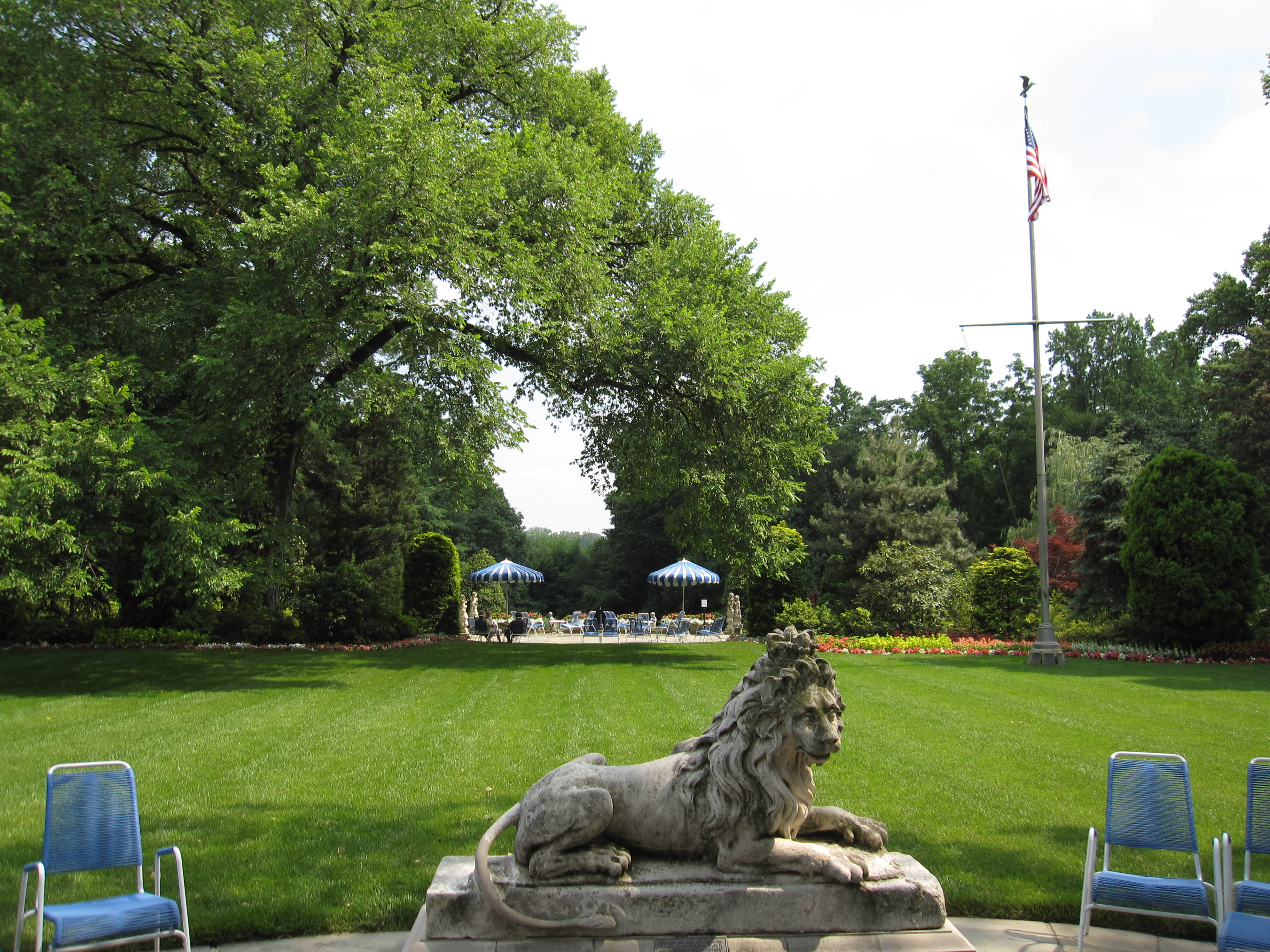

## Акварельні портрети аристократів доби Олександра Пушкіна (Альбом Мідлтон)

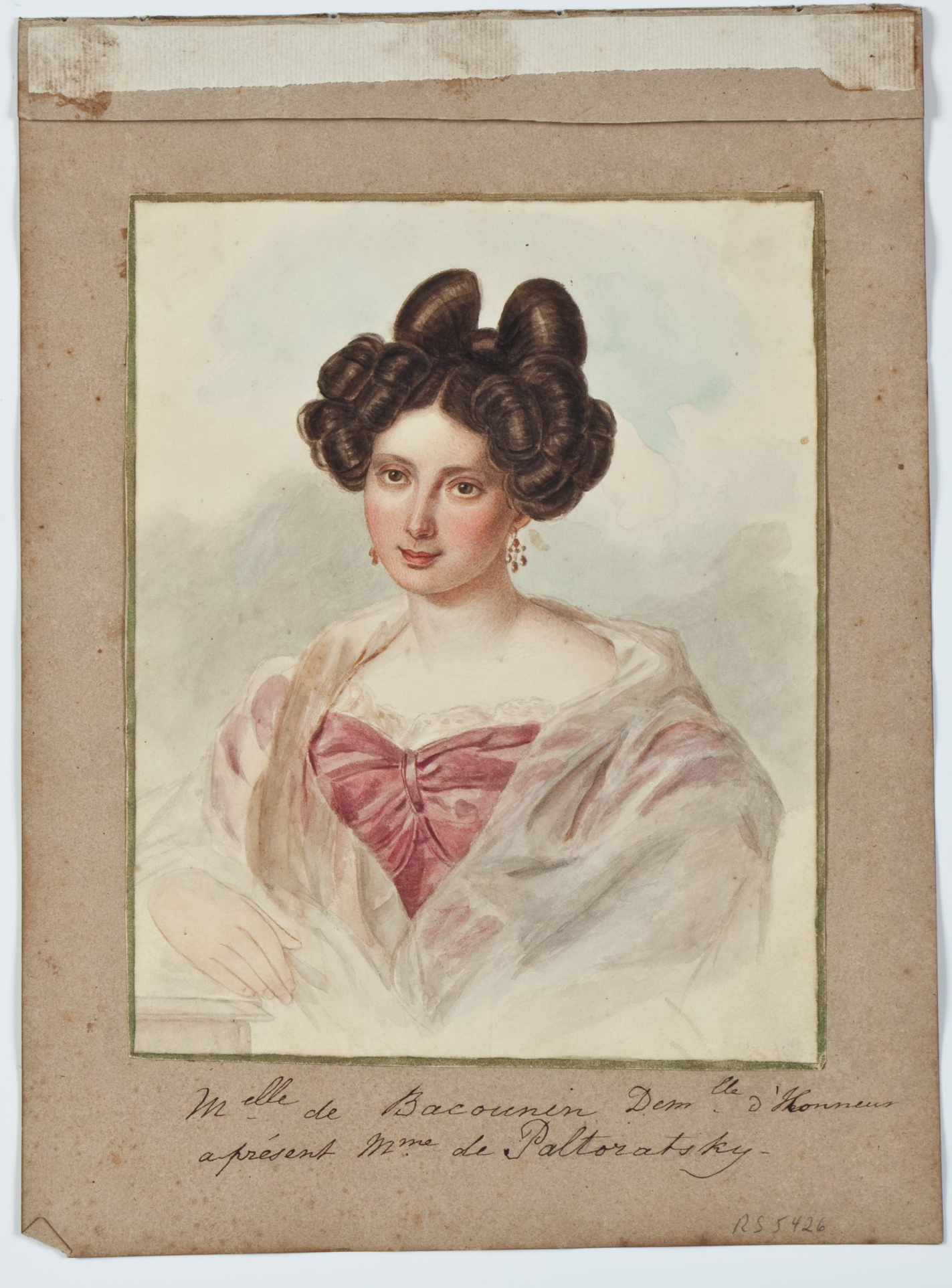
«Катерина Бакуніна», фрейліна імператорського двору, симпатія ліцеїста Олександра Пушкіна, після 1820 р. Музей Гіллвуд, США

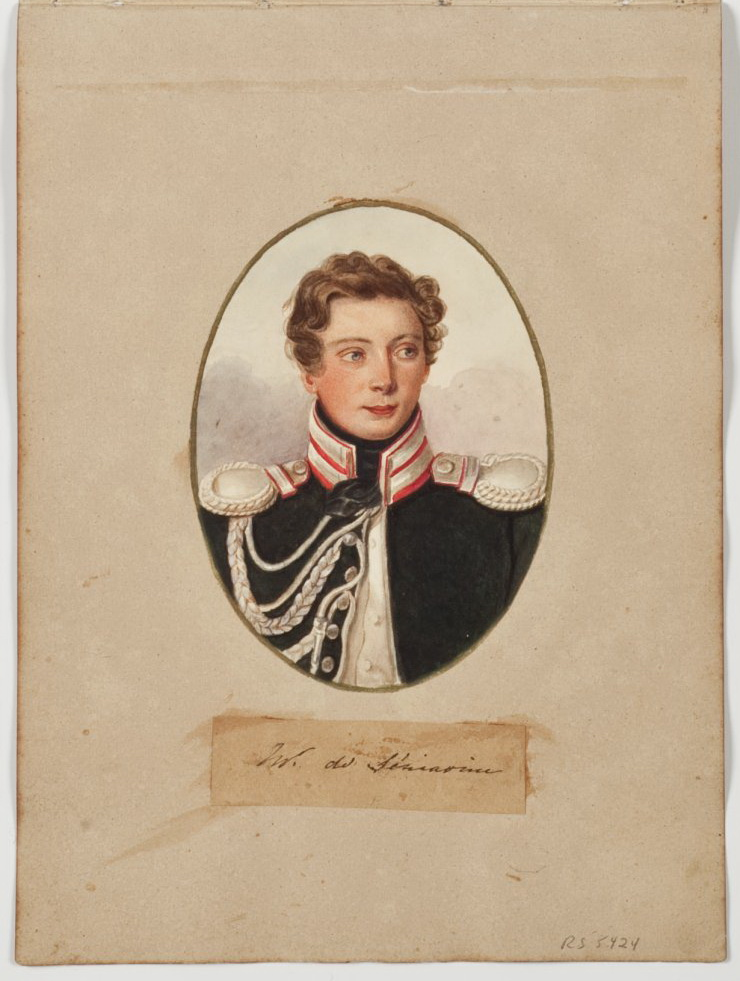
Можливо, «Іван Сенявін», після 1820 р.
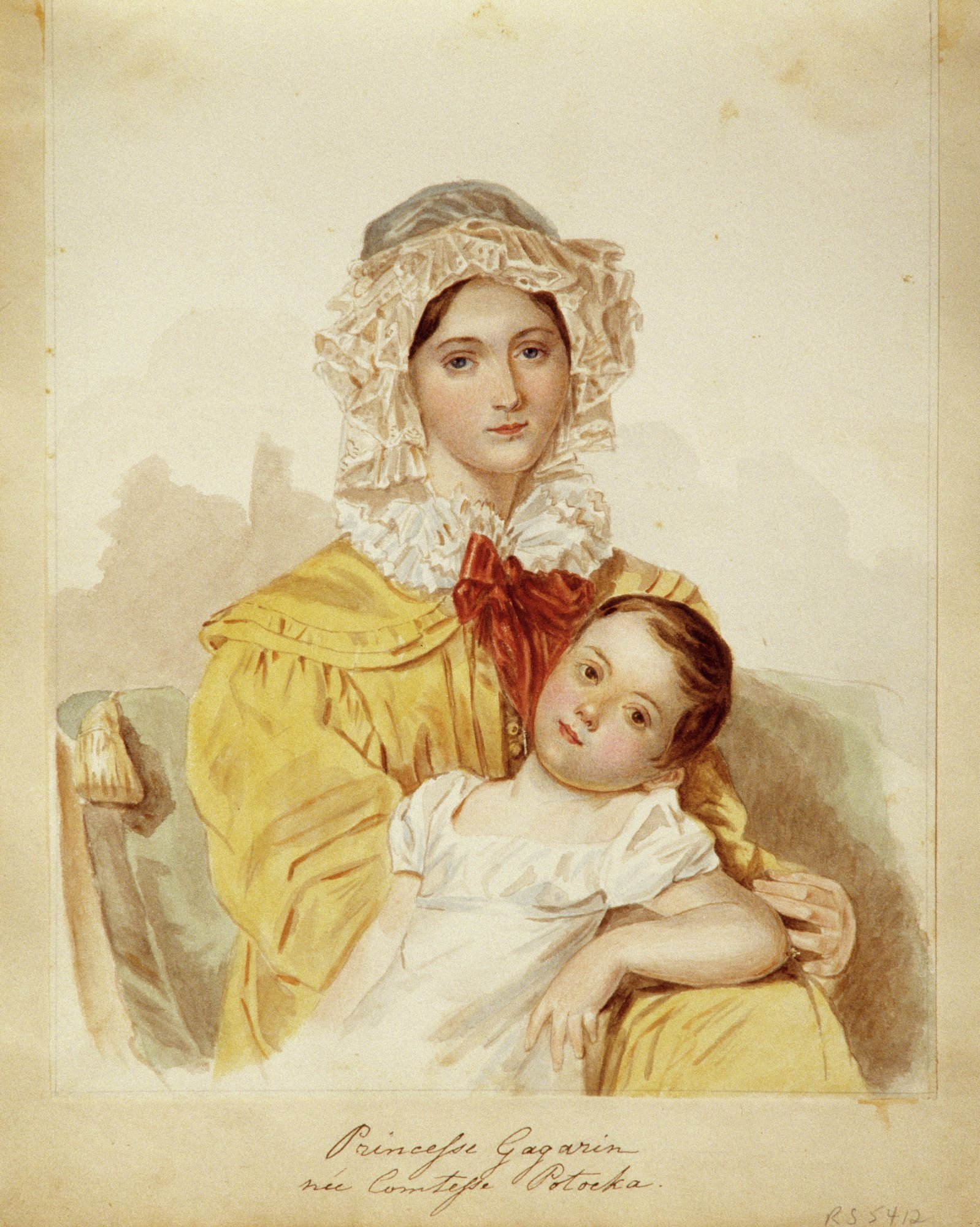
«Княгиня Марія Гагаріна  (до шлюбу графиня Бобринська) з донькою Марією», акварель, бл. 1820 р.
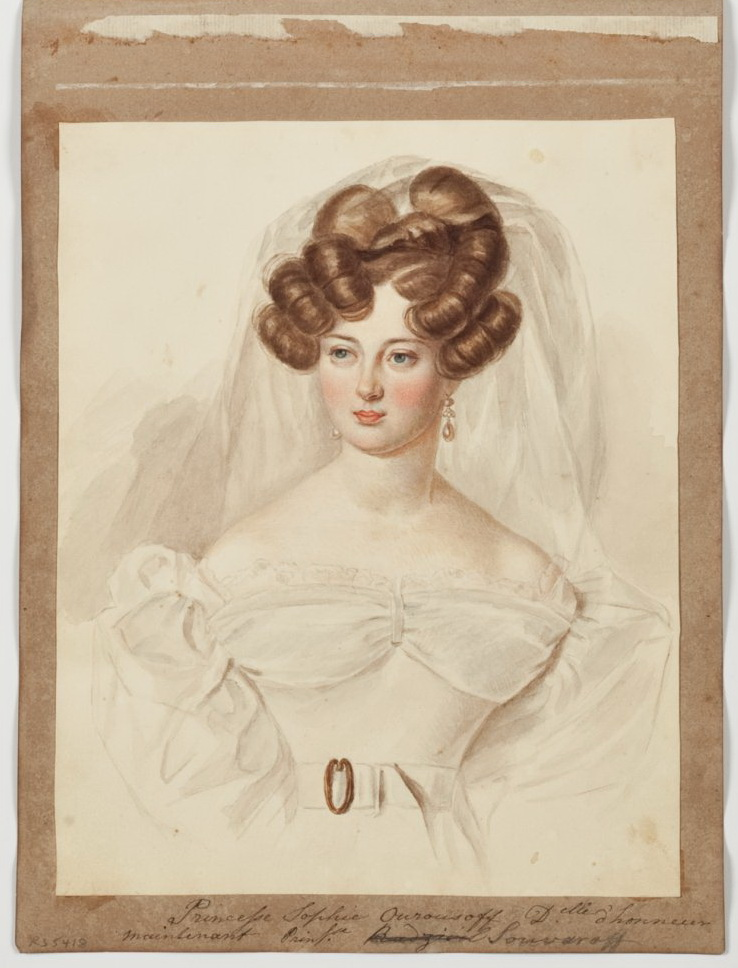
«Софія Олександрівна Радзивіл (Урусова)», бл. 1820 р.
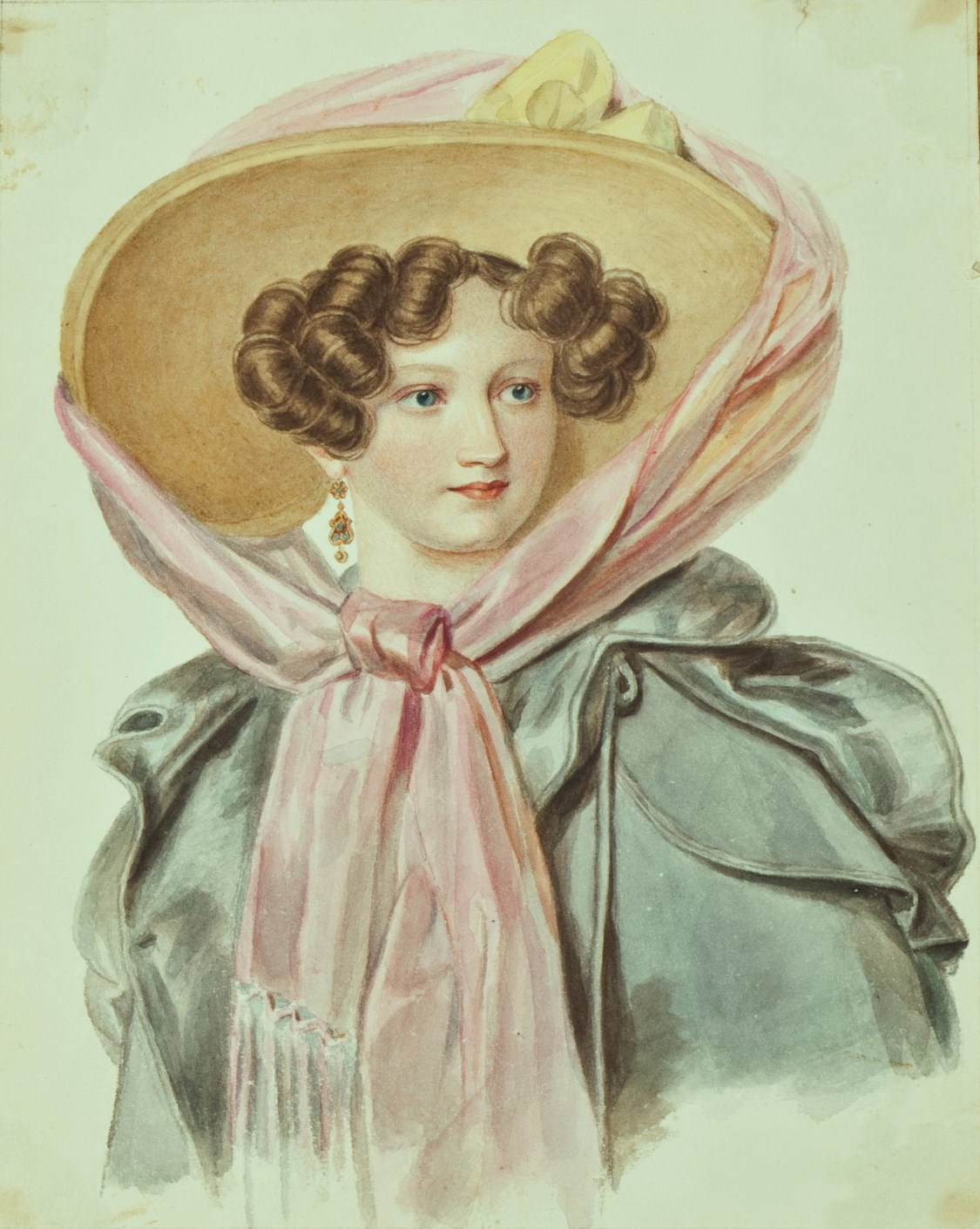
«Єлена Павлівна Тизенгауз (Захаржевська)», після 1820 р.
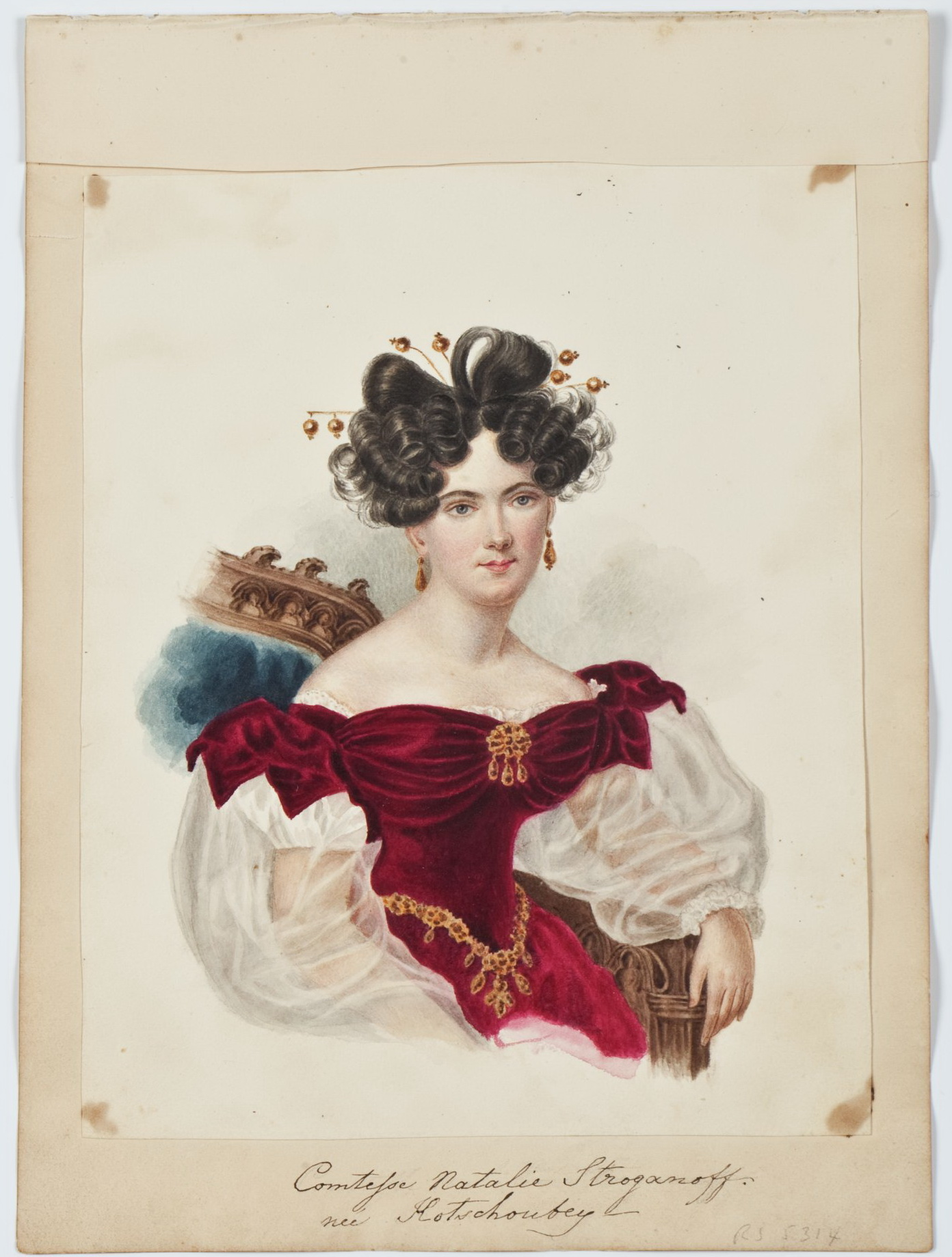
«Графиня Наталі Строганова»
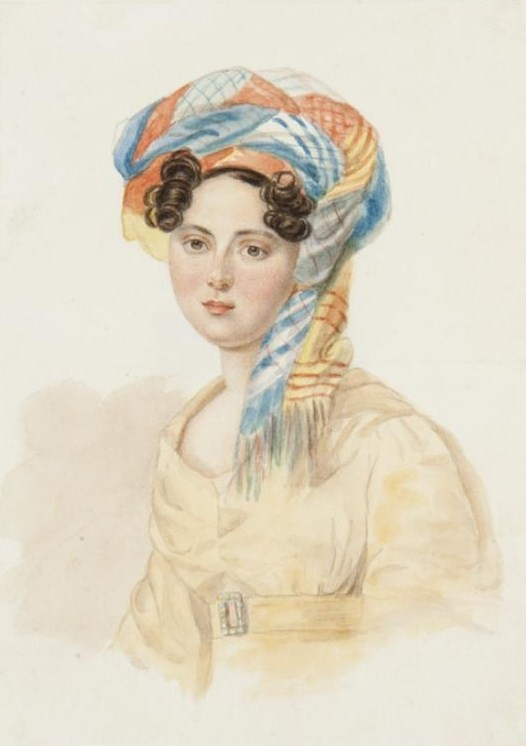
«Пані Ланська»
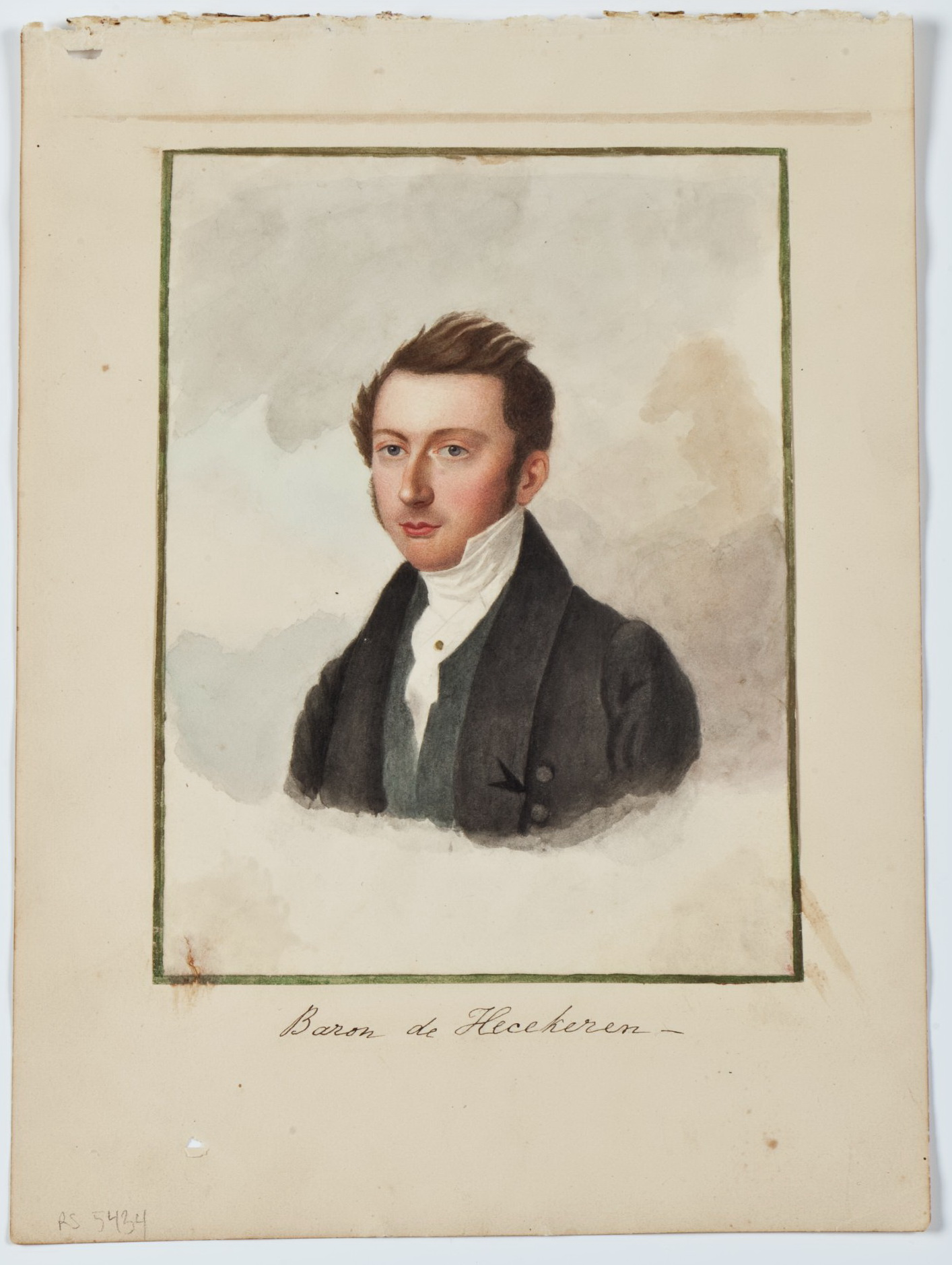
«Геккерн, барон, дипломат»
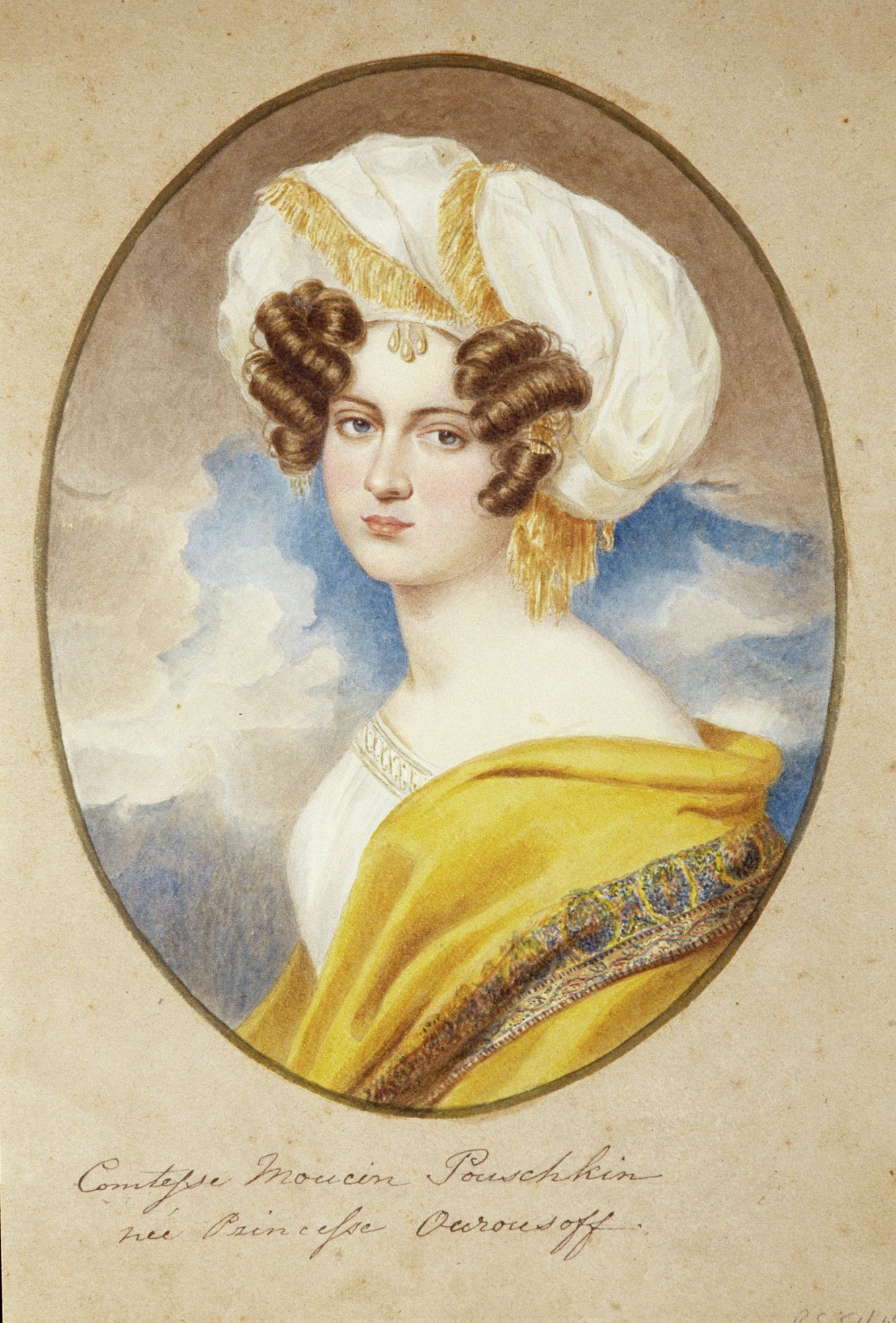
« Графиня Марія Олександрівна Мусіна-Пушкіна»

## Картини і твори російських художників у музеї

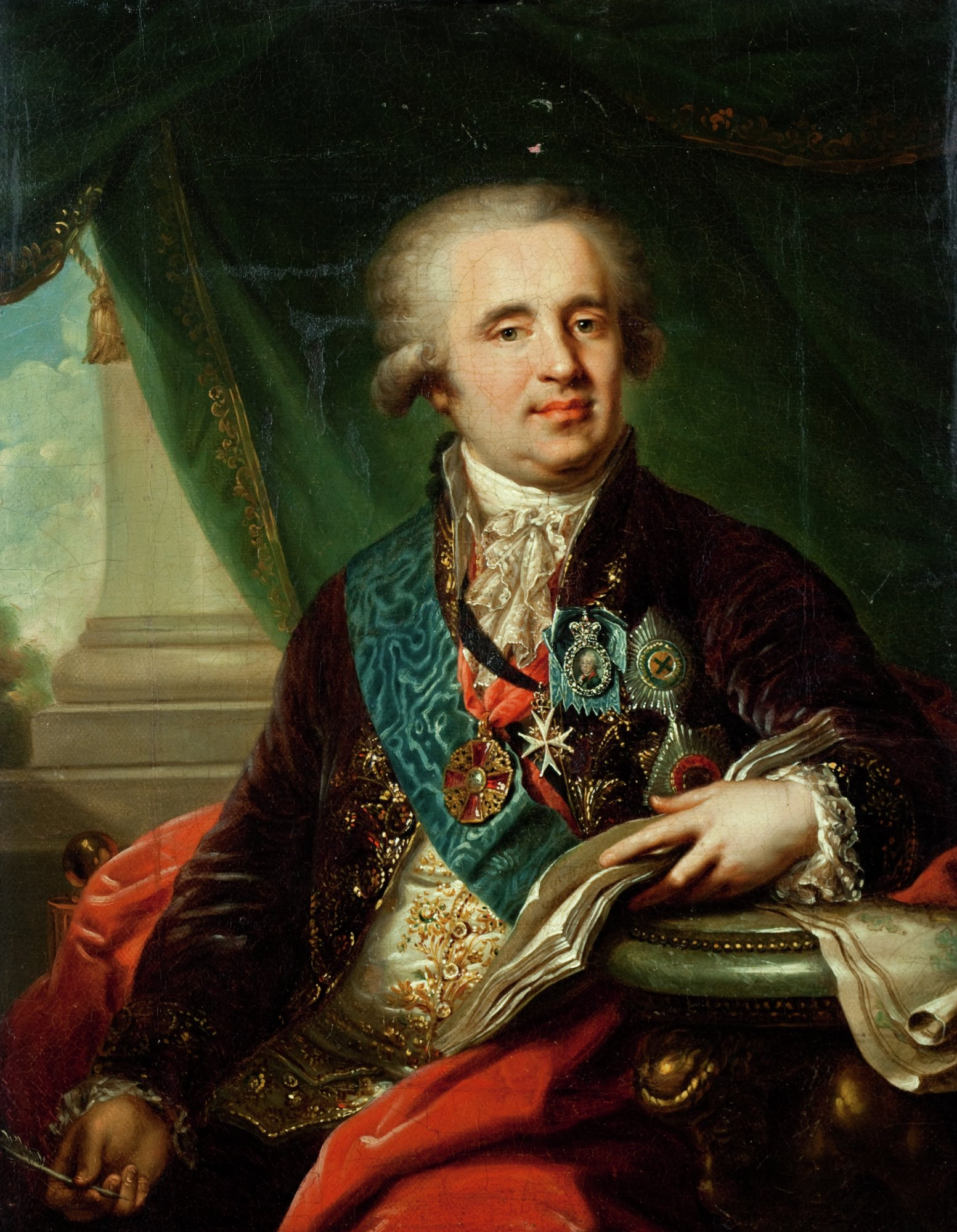
« Безбородько Олександр Андрійович », канцлер уряду часу імператриці Катерини II. Музей Гіллвуд, США

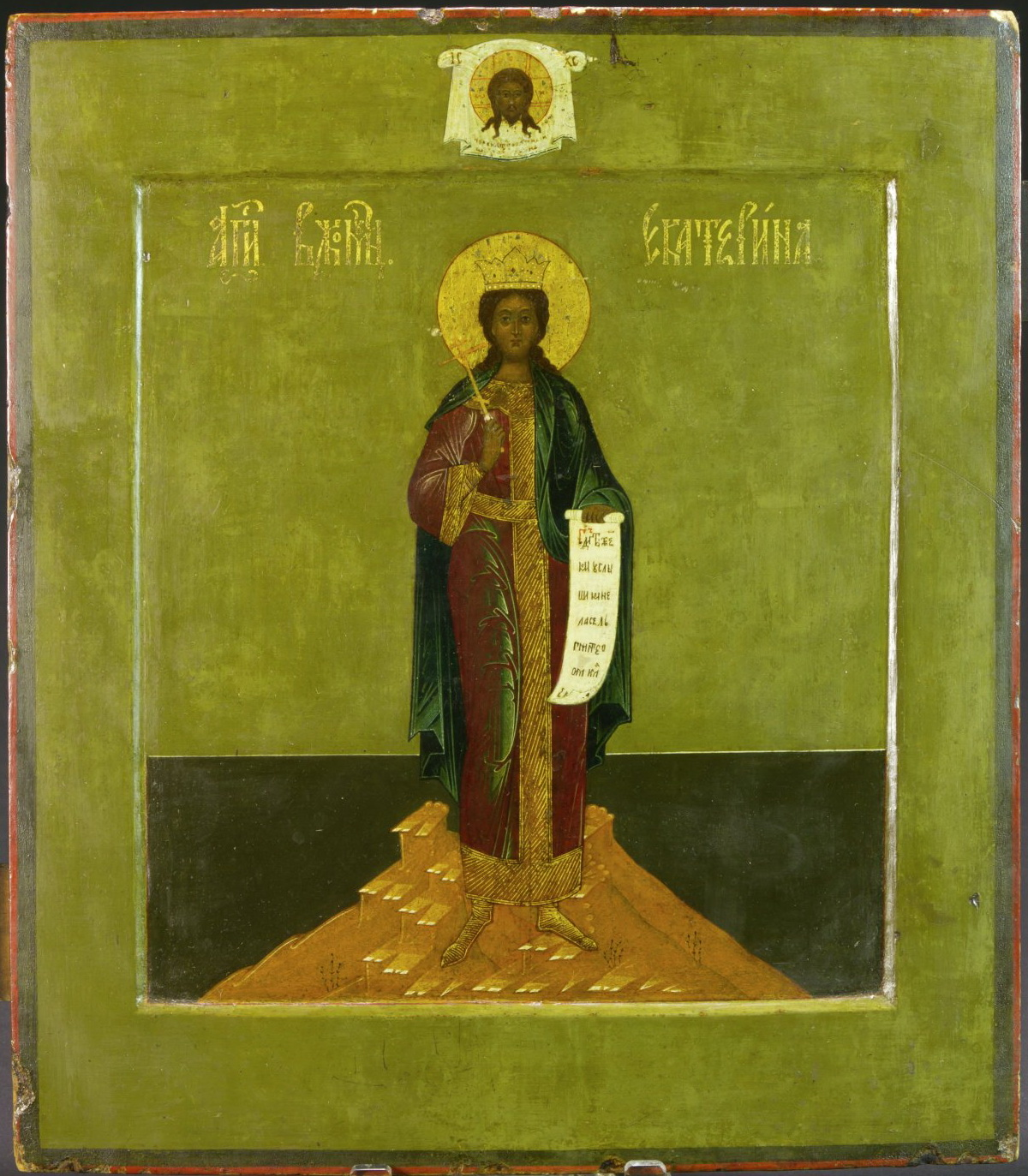
Ікона «св. Катерина», 19 ст.
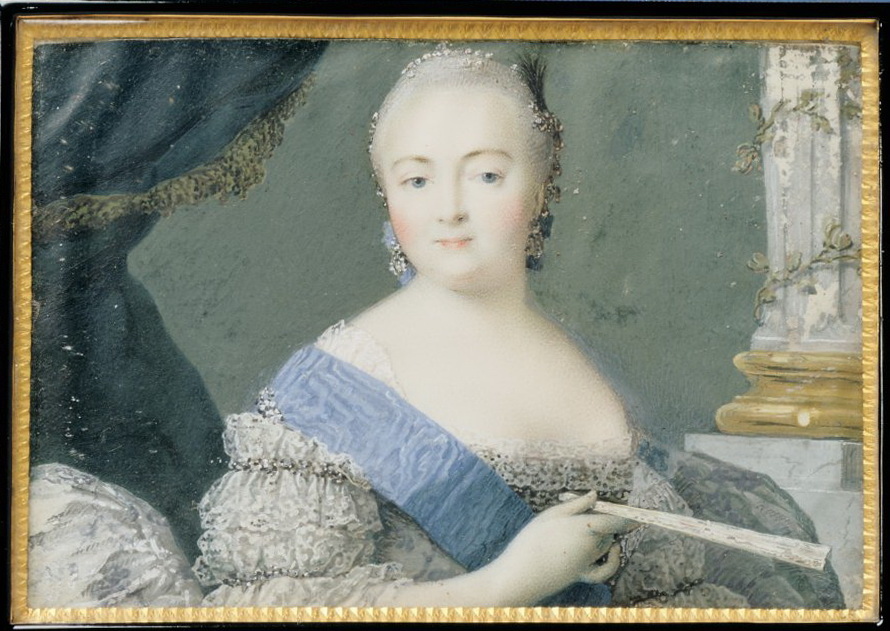
Худ. Ф. Сампсуа. «Імператриця Єлизавета Петрівна». 1797 ? рік
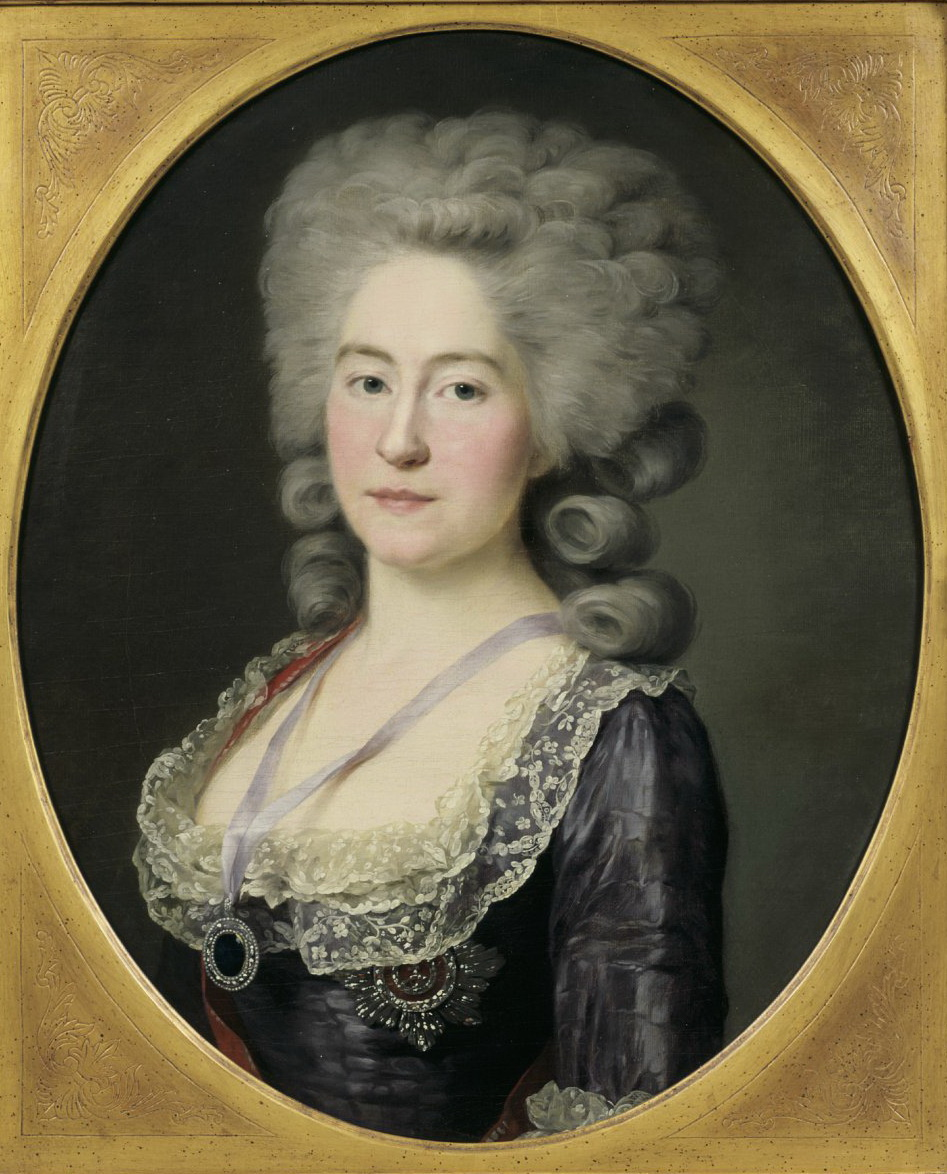
Худ. Жан-Луї Вуаль. «Пані Олександра Браницька» ( (1754-1838))
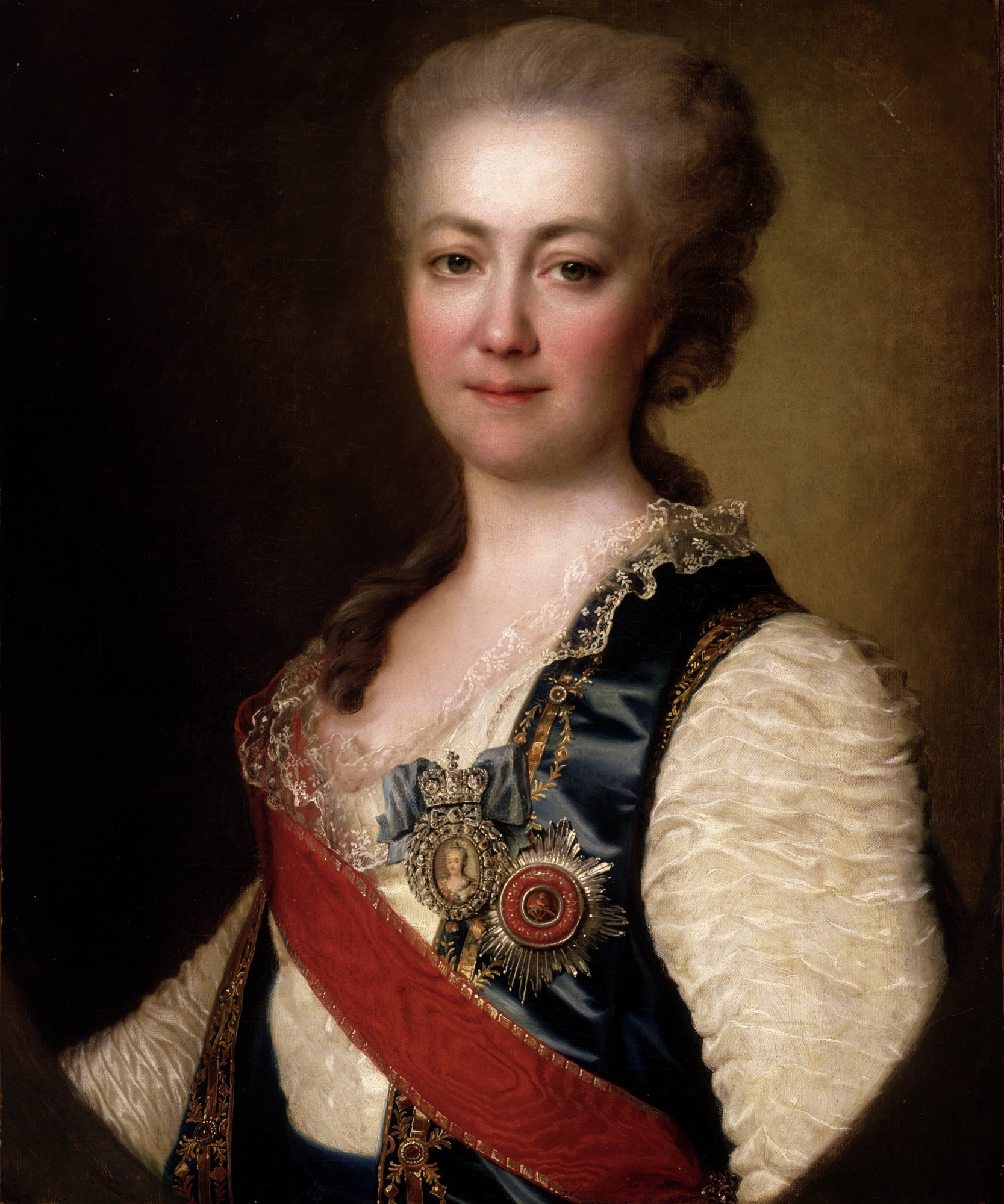
Левицький Дмитро Григорович. «Княгиня Катерина Воронцова-Дашкова», мадам-президент двох російських академій. 1784 рік
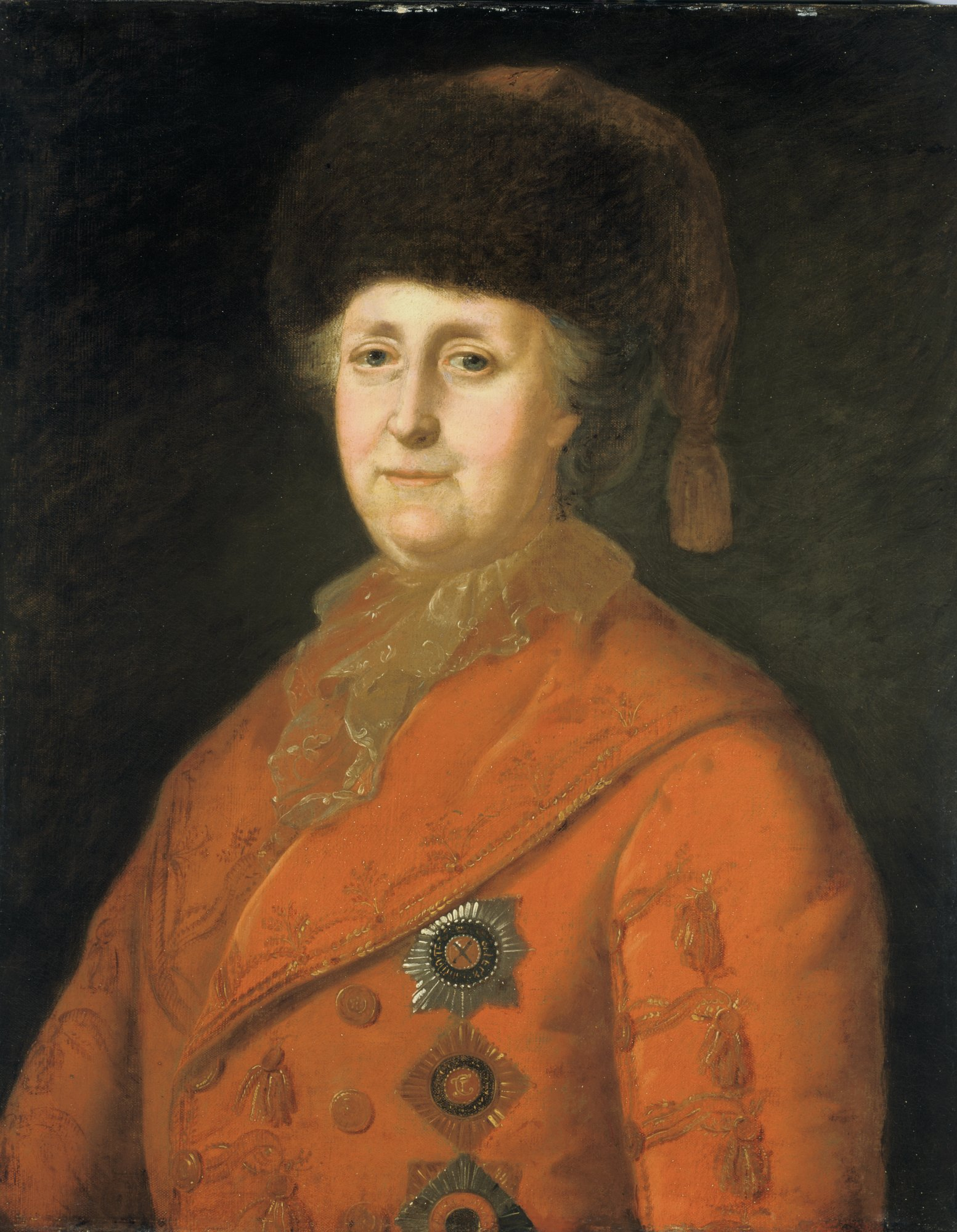
Оригінал худ. Шибанов. «Імператриця Катерина II в подорожньому вбранні», після  1787 р.
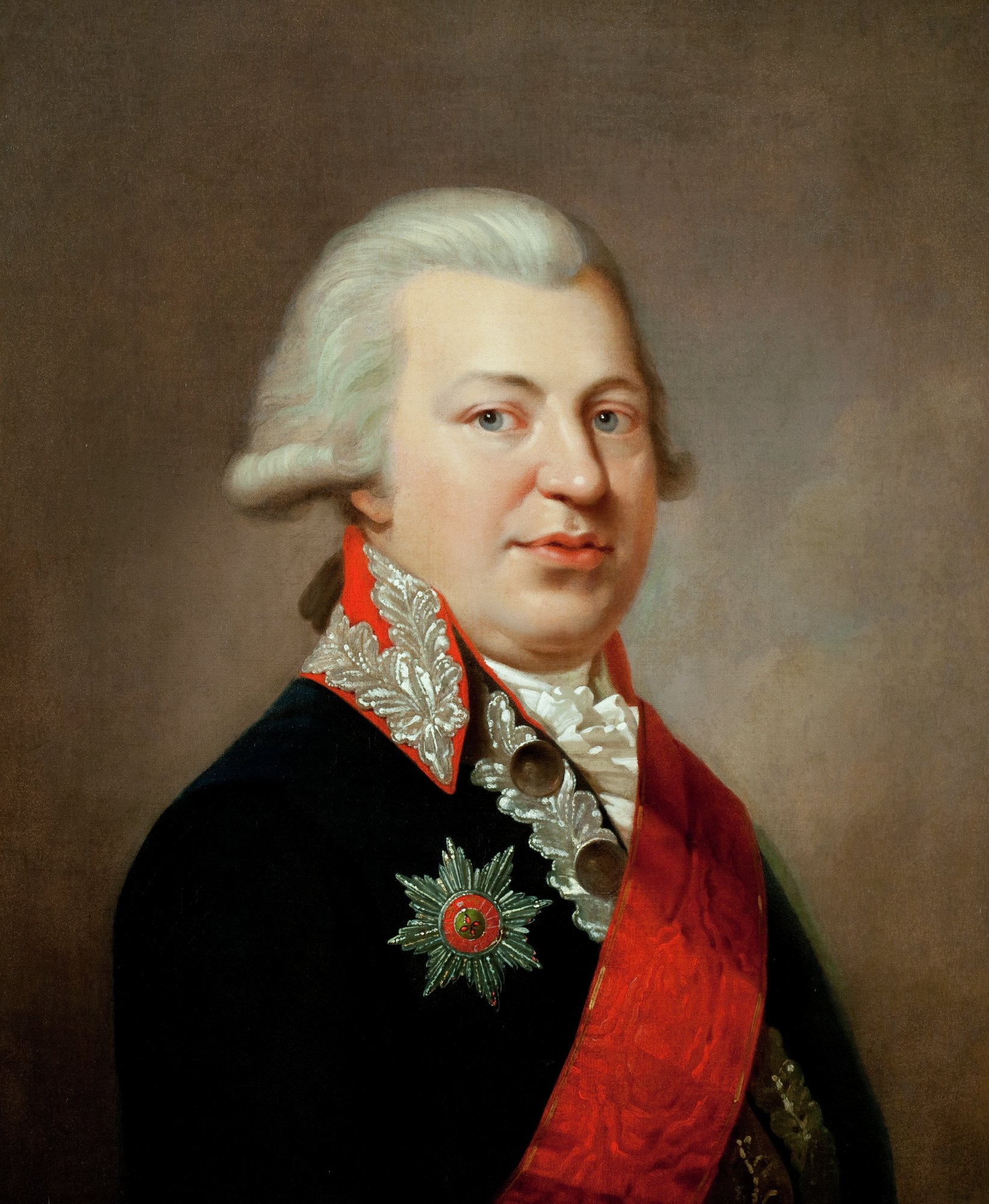
«Куракін Степан Борисович», після 1797 р.
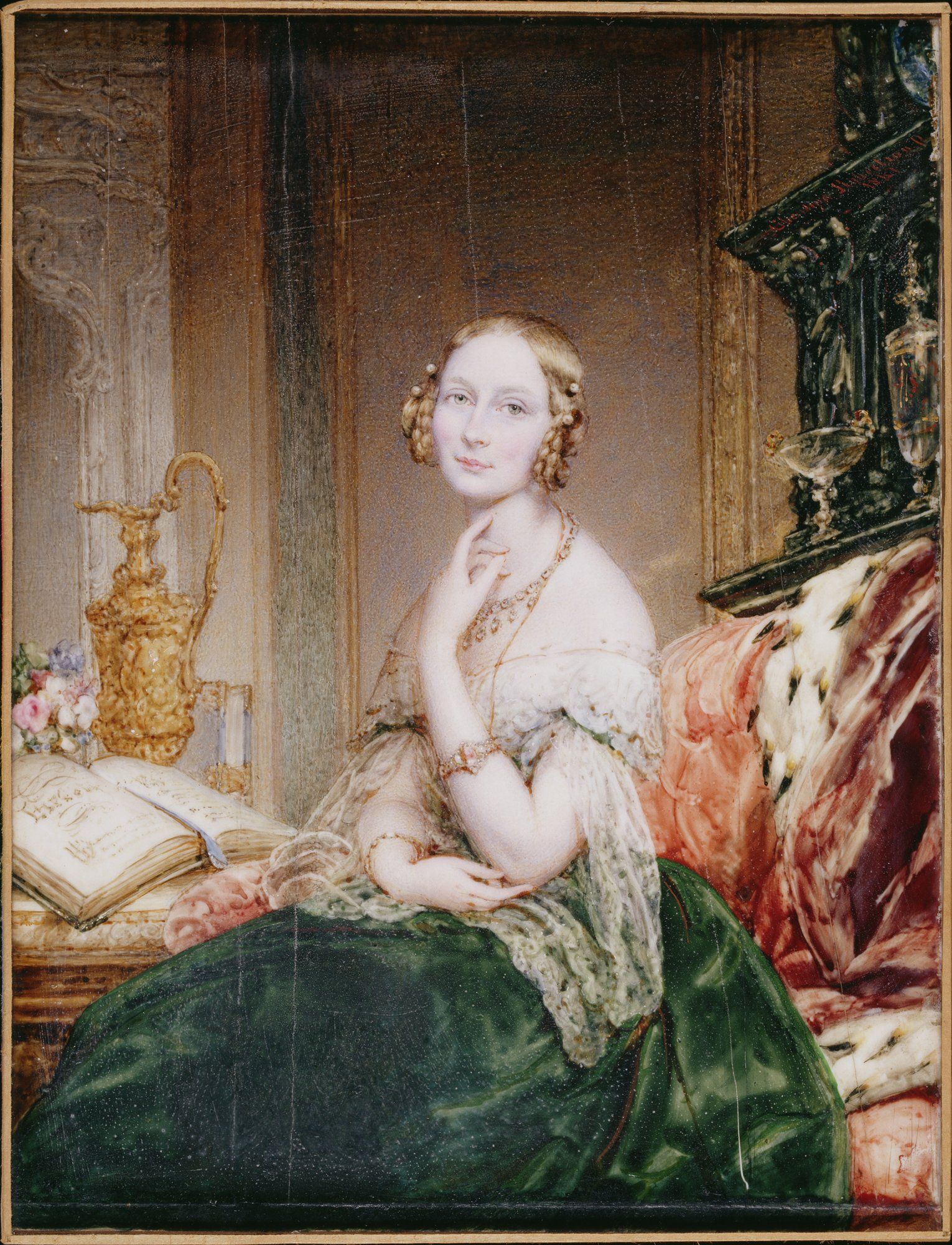
Художниця Кристина Робертсон. «Велика княжна Єлена Павлівна», сестра російського царя Миколи І, 1841 р.
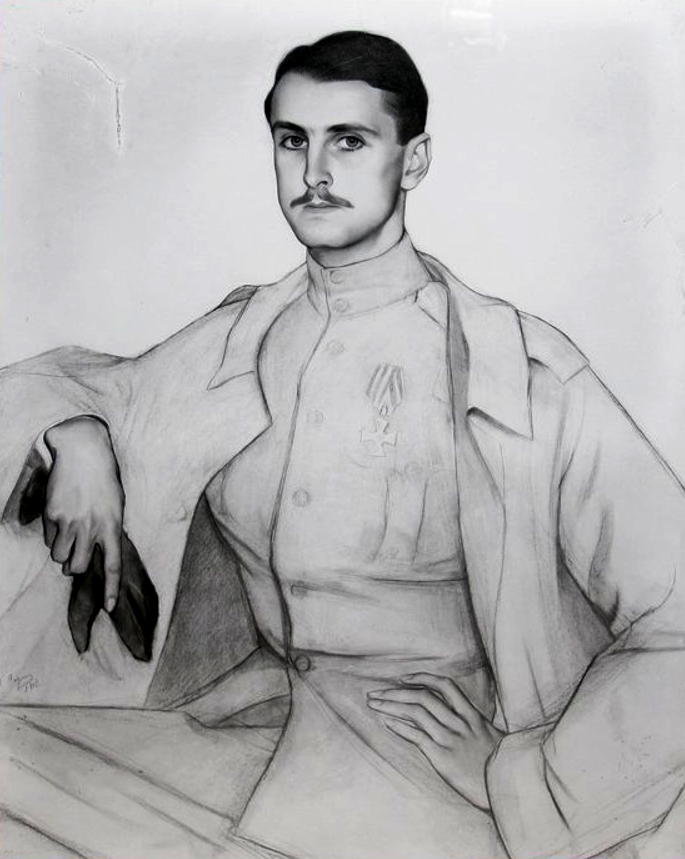
Худ. Савелій Сорин. «Серж Оболенський», 1917 р.